# Clinostomus
Clinostomus – rodzaj ryb z rodziny karpiowatych (Cyprinidae).

## Klasyfikacja
Gatunki zaliczane do tego rodzaju:
- Clinostomus elongatus
- Clinostomus funduloides

Gatunkiem typowym jest Luxilus elongatus (C. elongatus).

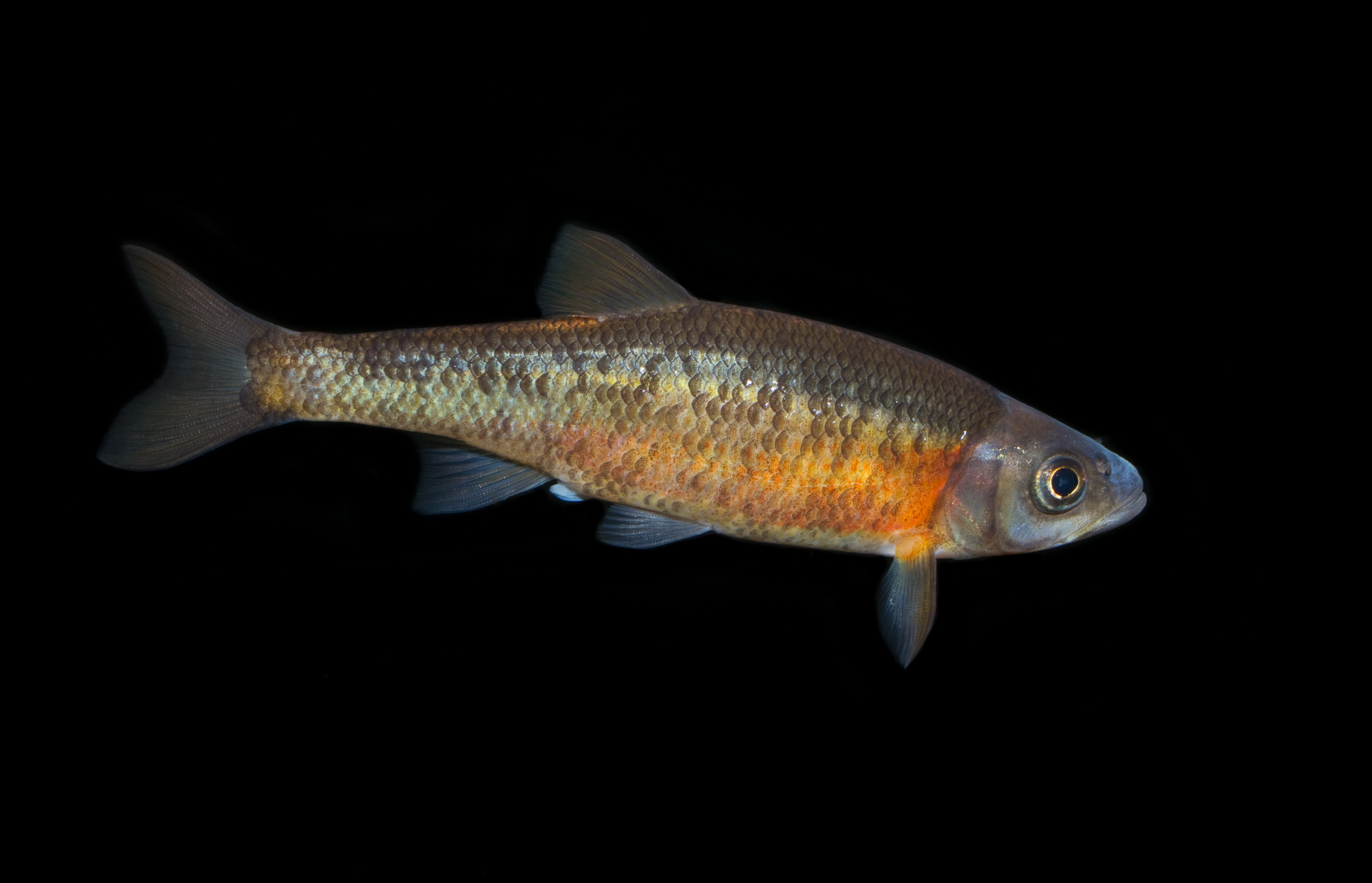
Clinostomus funduloides